# Provenienz
Provenienz (von lateinisch provenire „herkommen“) bezeichnet allgemein die Herkunft einer Person oder Sache. Besondere Bedeutung hat der Begriff als Bezeichnung der Herkunft von Kunstwerken und Kulturgütern, ihrer Erforschung widmet sich die Provenienzforschung. Der Begriff ist auch als Herkunftsangabe von Waren geläufig, meist im Sinne einer Qualitätsangabe.

## Kunstwerke und Kulturgüter
Der Begriff Provenienz wird heute vor allem für die Besitzverhältnisse von Gegenständen und deren Geschichte im Bereich des Kunstmarkts sowie bei Archivgut, privaten Sammlungen und bei Bibliotheks- oder Museumsbeständen gebraucht.
Je nach Art des Werkes kann die Herkunft unterschiedlich dokumentiert sein. Vor allem Kaufverträge, Sammlungs-, Ausstellungs- oder Versteigerungskataloge kommen in Frage. Aber auch Markierungen am Werk selbst wie Stempel einer Bibliothek oder ein Exlibris sowie handschriftliche Eigentumsvermerke, etwa bei Büchern, sind häufig. Auch der Bucheinband kann Hinweise auf Vorbesitzer geben, so zum Beispiel bei einheitlich gebundenen Bibliotheksbeständen. Gemälde und Plastiken können rückseitig Zettel mit Angaben zu Ausstellungen und Leihgaben aufweisen.
Die Provenienz eines Werkes ist von Bedeutung, um die Echtheit des Werkes zu dokumentieren und um Fälschungen aufzudecken. Auf dem Kunstmarkt können Werke aus einer berühmten Sammlung einen höheren Wert haben als ein vergleichbares Werk ohne diesen Vorbesitzer. Daher kommt es bei Kunstfälschungen mitunter vor, dass auch ein Beleg für die Herkunft aus einer bekannten Sammlung gleich mitgefälscht wird, einerseits um den Wert zu steigern, andererseits auch um Zweifel an der Echtheit zu zerstreuen.

## Provenienzforschung
Die Provenienzforschung kann Fälschungen aufdecken. Bekanntestes Beispiel ist die angebliche Sammlung Werner Jägers, die als Herkunftsbeleg für zahlreiche gefälschte Kunstwerke diente, in Wirklichkeit aber nie existiert hatte. Bei Weiterverkauf ist gegebenenfalls über bestehende Eigentumsansprüche Auskunft zu geben, und es kann geprüft werden, ob ein Werk einem Vorbesitzer gestohlen wurde oder Teil der NS-Raubkunst ist. Bei Werken grenzüberschreitender Herkunft können durch das UNESCO-Übereinkommen über Maßnahmen zum Verbot und zur Verhütung der unzulässigen Einfuhr, Ausfuhr und Übereignung von Kulturgut von 1970 Ansprüche geltend gemacht werden. In diesen und ähnlichen Fällen müssen Restitutionsansprüche geprüft werden.

## Weitere Verwendung
Insbesondere bei Archiven und Bibliotheken kann die Provenienz auch Ordnungskriterium sein. Vor allem bei Nachlässen, geschlossenen Altbeständen oder wertvollen Schenkungen kommt eine geschlossene Aufstellung der Bestände nach dem Provenienzprinzip in Betracht: Die einzelnen Objekte werden dann nicht thematisch oder chronologisch in den Bestand eingearbeitet und Dubletten werden nicht ausgesondert. Bei weniger herausgehobener Herkunft wird das Pertinenzprinzip angewendet.
In der Forstwirtschaft wird mit Provenienz das Herkunftsgebiet einer Baumart bezeichnet.
Bei Handelsware können damit unter anderem der Herstellungsort, der Haupthandelsplatz oder der Fundort, aber auch bestimmte Qualitäten bezeichnet werden.
In der Geologie und speziell in der Sedimentologie wird unter Provenienzanalyse häufig die Rekonstruktion der Herkunft eines klastischen Sediments verstanden. Dabei liegt das Hauptaugenmerk auf den klimatischen, tektonischen und geomorphologischen Charakteristiken, der Größe und der Entfernung des Liefergebiets sowie den dort erodierten Liefergesteinen. Im weiteren Sinne soll in der Provenienzanalyse die Geschichte eines Sediments oder eines Sedimentgesteins von der initialen Erosion bis zur finalen Ablagerung untersucht werden.